# Lista piloților de Formula 1 ce nu s-au calificat niciodată pentru cursă
Aceasta este lista completă a piloților, care au intrat la cel puțin un Mare Premiu al campionatului mondial de F1, începând cu Sezonul de Formula 1 din 1950, și nu s-au calificat niciodată pentru cursă.
Recordul e deținut de Claudio Langes, care a eșuat a se califica în toate cele 14 intrări consecutive ale sale în Mari Premii, cu mica echipa EuroBrun în 1990. EuroBrun s-a retras după a 14-a cursă din cele 16 ale sezonului respectiv.
| Pilot                   | Ani        | Curse |
| ----------------------- | ---------- | ----- |
| Carlo Abate             | 1962-1963  | 2     |
| Giovanna Amati          | 1992       | 3     |
| Michael Bartels         | 1991       | 4     |
| Enrico Bertaggia        | 1989       | 6     |
| Alex Blignaut           | 1965       | 1     |
| Menato Boffa            | 1961       | 1     |
| Juan Manuel Bordeu      | 1961       | 1     |
| Gary Brabham            | 1990       | 2     |
| Ernesto Brambilla       | 1963, 1969 | 2     |
| Gianfranco Brancatelli  | 1979       | 3     |
| Pedro Chaves            | 1991       | 13    |
| David Clapham           | 1965       | 1     |
| Kevin Cogan             | 1980–1981  | 2     |
| Alberto Colombo         | 1978       | 3     |
| Alberto Crespo          | 1952       | 1     |
| Jorge de Bagration      | 1968–1974  | 2     |
| Alain de Changy         | 1959       | 1     |
| Bernard de Dryver       | 1977–1978  | 2     |
| Giovanni de Riu         | 1954       | 1     |
| Frank Dochnal           | 1963       | 1     |
| Geoff Duke              | 1961       | 1     |
| Piero Dusio             | 1952       | 1     |
| Bernie Ecclestone       | 1958       | 2     |
| Carlo Facetti           | 1974       | 1     |
| William Ferguson        | 1972       | 1     |
| Asdrúbal Fontes Bayardo | 1959       | 1     |
| Giorgio Francia         | 1977, 1981 | 2     |
| Hiroshi Fushida         | 1975       | 2     |
| Divina Galica           | 1976, 1978 | 3     |
| Gimax                   | 1978       | 1     |
| Helm Glöckler           | 1953       | 1     |
| Brian Gubby             | 1965       | 1     |
| Brian Hart              | 1967       | 1     |
| Naoki Hattori           | 1991       | 2     |
| Hans Heyer              | 1977       | 1     |
| Gary Hocking            | 1962       | 1     |
| Tom Jones               | 1967       | 1     |
| Dave Kennedy            | 1980       | 7     |
| Bruce Kessler           | 1958       | 1     |
| Mikko Kozarowitzky      | 1977       | 2     |
| Kurt Kuhnke             | 1963       | 1     |
| Masami Kuwashima        | 1976       | 1     |
| Claudio Langes          | 1990       | 14    |
| Ricardo Londoño         | 1981       | 1     |
| Jean Lucienbonnet       | 1959       | 1     |
| Perry McCarthy          | 1992       | 7     |
| Brian McGuire           | 1977       | 1     |
| Harry Merkel            | 1952       | 1     |
| Ken Miles               | 1961       | 1     |
| Thomas Monarch          | 1963       | 1     |
| Peter Monteverdi        | 1961       | 1     |
| Bill Moss               | 1959       | 1     |
| Jac Nelleman            | 1976       | 1     |
| Alfredo Piàn            | 1950       | 1     |
| Ernesto Prinoth         | 1962       | 1     |
| Clive Puzey             | 1965       | 1     |
| Ray Reed                | 1965       | 1     |
| Alan Rollinson          | 1965       | 1     |
| Jean-Claude Rudaz       | 1964       | 1     |
| Günther Seiffert        | 1962       | 1     |
| Rob Slotemaker          | 1962       | 1     |
| Vincenzo Sospiri        | 1997       | 1     |
| Stephen South           | 1980       | 1     |
| Otto Stuppacher         | 1976       | 3     |
| Andy Sutcliffe          | 1977       | 1     |
| Luigi Taramazzo         | 1958       | 1     |
| Dennis Taylor           | 1959       | 1     |
| André Testut            | 1958–1959  | 2     |
| Tony Trimmer            | 1975–1978  | 6     |
| Jacques Villeneuve Sr.  | 1981, 1983 | 3     |
| Ernie de Vos            | 1963       | 1     |
| Syd van der Vyver       | 1962       | 1     |
| Volker Weidler          | 1989       | 10    |
| Ted Whiteaway           | 1955       | 1     |
| Desiré Wilson           | 1980       | 1     |
| Joachim Winkelhock      | 1989       | 7     |
| Emilio Zapico           | 1976       | 1     |